# Phtheochroa agelasta
Phtheochroa agelasta es una especie de polilla de la familia Tortricidae. 

## Distribución
Se encuentra en Costa Rica.